# Siiri Schütz
Siiri Schütz (* 26. Juli 1974 in Berlin) ist eine deutsche Konzertpianistin.

## Künstlerischer Werdegang
Ihre Karriere begann Siiri Schütz 1991, als sie für Claudio Arrau in der Kölner Philharmonie und für Murray Perahia in der Düsseldorfer Tonhalle kurzfristig einsprang. Im selben Jahr debütierte sie bei den Berliner Philharmonikern unter der Leitung von Claudio Abbado. Seitdem trat sie als Solistin u. a. erneut mit den Berliner Philharmonikern, dem Konzerthausorchester Berlin, dem Tonhalle-Orchester Zürich, dem MDR-Sinfonieorchester, den Berner Symphonikern, den Solistes Europeen Luxemburg, dem Hessischen Staatsorchester, der Norddeutschen Philharmonie, dem Brandenburgischen Staatsorchester Frankfurt unter Leitung von Claudio Abbado, Claus Peter Flor, Wolf Dieter Hausschild, Toshiyuki Kamioka, Peter Schneider u. a. auf.
Ihre Studien beendete sie 2004 erfolgreich mit dem Konzertexamen bei Pavel Gililov an der Musikhochschule Köln.
Sie trat auf vielen wichtigen Festivals auf, wie dem Schleswig-Holstein Musikfestival, dem Klavierfestival Ruhr, den Berliner Festwochen, dem Rheingau Musikfest, den Schwetzinger Mozartwochen und den Bayreuther Festspielen.
Solorecitals spielte sie u. a. in Londons Steinway Hall, der Tonhalle Zürich, der Alten Oper Frankfurt, im Herkulessaal München, der Berliner Philharmonie, in der Friedrichstadtkirche und im Französischen Dom Berlin, im Lingotto Turin, in Rom und auf dem Bard Music Festival in New York.
Weitere Höhepunkte waren ein Auftritt zur Weltbanktagung in Washington und Auftritte im Schloss Bellevue für die Bundespräsidenten Richard von Weizsäcker und Horst Köhler.
Ihr Vater ist Christian Schütz (Grafiker).

## Film
- 1992: Claudio Abbado – The First Year. CAMI Video, Deutsche Grammophon Gesellschaft

## Diskografie
- 2006: Siiri Schütz Recital: „Fascination of Variation“ Werke von Mozart, Bach/Busoni, Mendelssohn Bartholdy und Brahms Ars Musici

## Lehrer
- Annerose Schmidt, Hochschule für Musik „Hanns Eisler“ Berlin, D
- Jürgen Schröder, Hochschule für Musik „Hanns Eisler“ Berlin, D
- Leon Fleisher, Peabody Conservatory, Baltimore, USA
- Yohveda Kaplinsky, Juilliard School, New York, USA
- Pavel Gililov, Hochschule für Musik Köln, D